# 鶏龍市

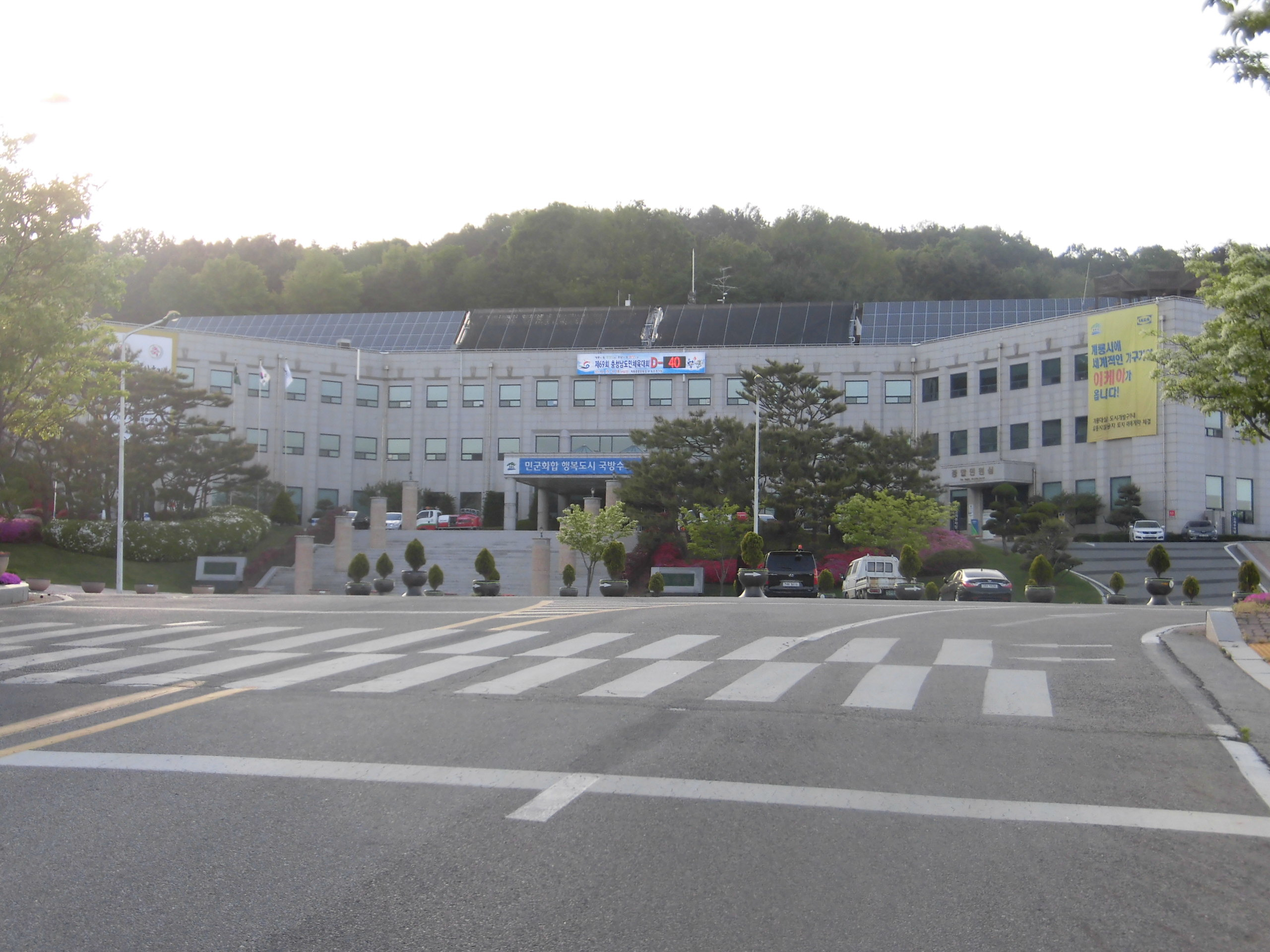
鶏龍市庁

鶏龍市（ケリョンし）は、大韓民国忠清南道の都市である。忠清南道南部に位置し、市内を湖南線、湖南高速道路支線が通る。
市内にある鶏龍山（845.1m）は多くの峯が立ち並ぶ忠清南道随一の名山で、古くから巫俗信仰の聖地とされ、風水思想上では気の集まるところとされている。
市内には韓国軍の陸海空三軍統合本部である鶏龍台があり、市民の約半分（47%）は軍人とその家族である。鶏龍市および隣接する大田広域市儒城区・大徳区の一帯は、統合司令部・教育司令部・軍需司令部・国防科学研究所など軍の重要機関が集中する地域になっている。

## 地理
- 鶏龍山（鶏龍山国立公園）奇岩や渓谷が多く、仏教などの聖地、観光地となっている。

### 隣接している自治体
- 大田広域市・公州市・論山市

## 歴史
鶏竜台は、軍戦略の安定化と国土の均衡発展のために構想された韓国軍の統合司令部で、1989年から1993年にかけて陸軍・海軍・空軍の各軍本部が論山市豆磨面に移転して形成された。
その周囲の都市化を進めるため、忠清南道は1990年代から豆磨面一帯で、アメリカの陸軍士官学校のあるウェストポイントや国防総省のあるアーリントンをモデルとした国防新都市を建設する構想を進め、人口15万人規模のニュータウンを目指して都市基盤の整備事業を行っている。
忠清南道は「鶏龍市」の設置を政府に訴え続け、国会での「鶏龍市設置に関する特別法」に基づいて、2003年9月に論山市から豆磨面が分離して鶏龍市が成立した。
- 1989年 - 陸軍本部と空軍本部が鶏竜台へ移転
- 1990年 - 忠清南道鶏龍出張所が設置される
- 1993年 - 海軍本部が鶏竜台へ移転完了
- 2001年9月20日 - 大統領、忠清南道訪問時に「特例市」の設置を約束
- 2002年3月15日 - 忠清南道議会が「鶏龍市設置建議文」を採択
- 2002年4月10日 - 「鶏龍市設置に関する特別法案」が国会に上程
- 2003年7月18日 - 「鶏龍市設置に関する特別法」公布（法律第6929号）
- 2003年9月19日 - 論山市豆磨面（두마면）が独立し、鶏龍市に昇格（1洞2面）。
  - 豆磨面の一部を南仙面として分離。
  - 豆磨面の一部を金岩洞（금암동）として昇格。
- 2003年10月30日 - 市長選、崔鴻黙が当選。
- 2006年3月2日 - 豆磨面の一部を奄寺面（엄사면）として分離（3面）。
- 2006年5月31日 - 市長選、崔鴻黙が再選。
- 2009年5月21日 - 南仙面が新都案面（신도안면）に改称（3面）。

## 行政

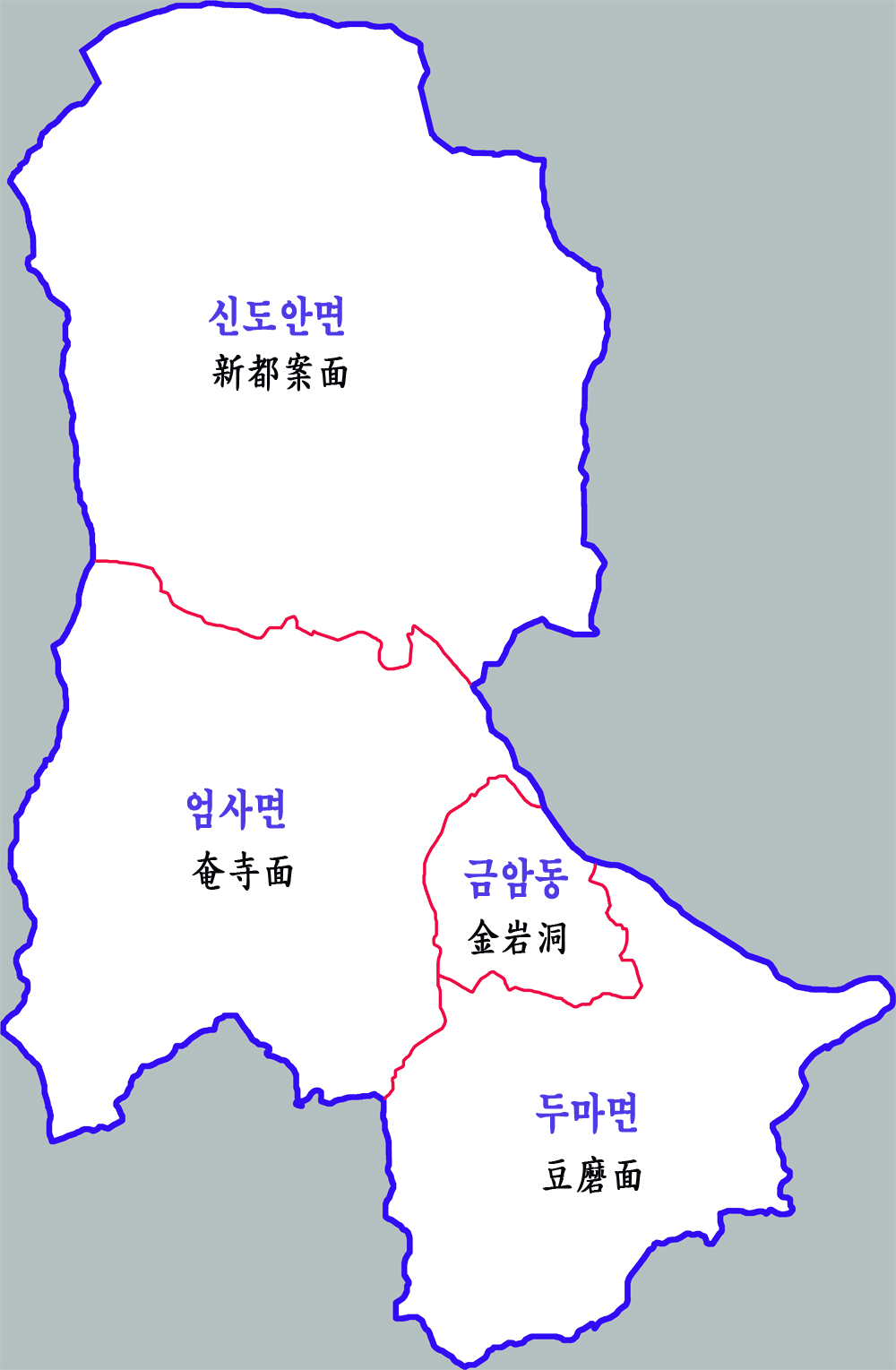
行政区域図

- 市長：崔鴻黙

### 行政区域
| 行政洞・面 | 法定洞・法定里                         |
| ---------- | -------------------------------------- |
| 金岩洞     | 金岩洞                                 |
| 豆磨面     | 農所里、豆渓里、旺垈里、立岩里         |
| 奄寺面     | 奄寺里、柳洞里、光石里、道谷里、香汗里 |
| 新都案面   | 南仙里、夫南里、石渓里、龍洞里、丁壮里 |

### 警察
- 論山警察署
  - 鶏龍地区隊

### 消防
- 論山消防署
  - 鶏龍119安全センター

## 経済

### 産業
軍やその関連産業が主な雇用先。

## 姉妹都市・提携都市

### 韓国内
- 羅州市（全羅南道）
  - 2005年提携。

## 交通

### 鉄道路線
- 湖南線
  - 鶏龍駅

### バス路線
- 大田市内バス
- 論山市内バス

### 道路
- 高速道路
  - 湖南高速道路支線
    - 鶏龍インターチェンジ - 鶏龍サービスエリア（大田方向のみ）

## 観光
- 鶏龍山：山頂は845m。鶏龍山国立公園となっている山地で、鶏龍山温泉や鶏龍山陶芸村もあり、付近は国宝となっている文化財等がある観光地となっている。但し多くの観光地は公州市側にある。
- 奉安寺
- 沙渓故宅（隠農斎）